# Ức chế hô hấp
Ức chế hô hấp hay thở yếu xảy ra khi khí lưu thông không đủ để thực hiện việc trao đổi oxy cần thiết. Theo định nghĩa, nó gây ra sự gia tăng nồng độ carbon dioxide (hypercapnia) và nhiễm toan hô hấp. Ức chế hô hấp không đồng nghĩa với ngừng hô hấp, trong đó xảy ra việc ngừng thở hoàn toàn và tử vong xảy ra trong vòng vài phút do thiếu oxy và nhanh chóng dẫn đến thiếu máu hoàn toàn, mặc dù cả hai đều là cấp cứu y tế. Ức chế hô hấp có thể được coi là tiền thân của tình trạng thiếu oxy và mức độ gây tử vong của nó được quy cho tình trạng thiếu oxy với độc tính của carbon dioxide.

## Nguyên nhân
Ức chế hô hấp có thể được gây ra bởi:
Một tình trạng y tế như đột quỵ ảnh hưởng đến não
Thở nhẹ tự nguyện, ví dụ như đào tạo thôi miên hoặc Buteyko
Thuốc hoặc ma túy, thường là khi dùng quá liều do vô ý hoặc cố ý. Thuốc giảm đau opioid nói riêng được biết là gây ức chế hô hấp. Ví dụ về opioid bao gồm các dược phẩm như oxycodone và hydromorphone.
Hypocapnia (tăng nồng độ carbon dioxide trong máu), kích thích giảm lưu lượng máu
Béo phì; trong hội chứng giảm béo phì
Bệnh núi mãn tính, một cơ chế bảo tồn năng lượng.

## Tác dụng
Là một tác dụng phụ của thuốc an thần hoặc ma túy giải trí, tình trạng khó thở có thể trở nên nguy hiểm đến tính mạng. Nhiều loại thuốc ức chế hệ thần kinh trung ương (CNS) khác nhau như ethanol, benzodiazepin, barbiturat, GHB, thuốc an thần và opioid gây ức chế hô hấp khi dùng với liều lượng lớn hoặc quá mức, hoặc trộn lẫn với các thuốc trầm cảm khác. Các thuốc phiện mạnh (như fentanyl, heroin hoặc morphin), barbiturat, và một số loại thuốc benzodiazepin (thuốc tác dụng ngắn và alprazolam) được biết đến làm ức chế hô hấp. Khi dùng quá liều, một người có thể ngừng thở hoàn toàn gây tử vong nhanh chóng nếu không điều trị. Các thuốc giảm đau opioid, quá liều hoặc kết hợp với các thuốc trầm cảm khác, nổi tiếng là tác nhân gây tử vong như vậy.